# Roger Meynadier
Pour les articles homonymes, voir Meynadier.
Compléments
Son père est tombé au champ d'honneur le 7 avril 1915 aux Éparges
Roger Meynadier est un capitaine de l'Armée française et résistant cannois né le 28 octobre 1914 à Giusvalla (Italie) et mort le 13 octobre 1944 à l'hôpital militaire du Val de Grâce à Paris.

## Biographie
Descendant d'une vieille famille cannoise, Roger Meynadier naît le 28 octobre 1914 à Giusvalla en Italie. Son père est le lieutenant Théodore Meynadier, mort au champ d'honneur le 7 avril 1915 aux Éparges. Sa famille demeure au no 2 de la rue Grande, l'une des plus anciennes et des plus commerçantes rues de Cannes. 
Le jeune Roger est élève de l'Institut Stanislas de Cannes, reçu en mathématiques élémentaires au Prytanée militaire en 1931 puis étudiant à Saint-Cyr.
Durant la Seconde Guerre mondiale, le capitaine Roger Meynadier participe activement à la résistance dans le centre de la France où il organise les premiers maquis. À l'été 1944, il est affecté à l'état-major des Forces françaises de l'intérieur du général Koenig. Il ne survit pas aux dures conditions de sa période de clandestinité qui ont altéré sa santé : il meurt, le 13 octobre 1944, à l'hôpital militaire du Val de Grâce, avant d'atteindre l'âge de 30 ans.
Par arrêté du 22 mai 1945, la rue Grande de Cannes est renommée rue Meynadier en associant la mémoire du lieutenant Théodore Meynadier et du capitaine Roger Meynadier dans un même hommage.